# François Janin et Jean-Michel Fayard
Pour les articles homonymes, voir Janin.
François Janin et Jean-Michel Fayard sont deux Français à qui le statut d'objecteurs de conscience est refusé en 1971. Insoumis au service militaire, ils sont condamnés et emprisonnés. À l'initiative du Groupe d'action et de résistance à la militarisation, un important soutien militant se développe en leur faveur à Lyon puis dans tout le pays.

## Refus du statut d'objecteur de conscience
Au début de l'année 1971, la Commission juridictionnelle chargée d'examiner les demandes du statut d’objecteur de conscience prévu par la loi du 21 décembre 1963 rejette les requêtes de François Janin et Jean-Michel Fayard : « Considérant que si, dans leurs demandes, Janin et Fayard font allusion à des convictions de non-violence, leurs requêtes se fondent essentiellement sur des considérations politiques et une critique de la société étrangère au champ de ladite loi... » Et pourtant « Le statut semble fait pour eux », estime Pierre Mendès France. En effet, ils sont, écrivent-ils, « attachés au respect de la vie d'autrui et (...) convaincus de la nécessité de rapports d'entraide entre les hommes. » Mais leurs « convictions [les] ont amenés à quelques considérations critiques » sur les créations militaires qui menacent la planète, les exportations d'armes de la France au Pakistan, au Brésil, en Espagne..., « les 20 % du budget national consacré au budget militaire, alors que les manques sociaux sont graves, la dépersonnalisation de l'individu dans le système militaire (cf. Fort Aiton, abrutissement dans les casernes...) »
Janin et Fayard, refusent officiellement deux ordres de route successifs pour l’armée. Sans statut et soutenus par une importante campagne et notamment par Edgar Faure, Jacques Monod et les évêques Matagrin et Ancel, ils entreprennent néanmoins un service civil auprès des mal-logés de Lyon, à l’association Accueil et rencontres.

## Solidarité militante
À partir de décembre 1971, des objecteurs en service civil de plusieurs villes, dont surtout des membres du Groupe d'action et de résistance à la militarisation (Garm) de Lyon, se déclarent en grève illimitée par solidarité avec Janin et Fayard.
Le 4 février 1972, à l'initiative du pasteur René Cruse, une centaine de personnalités nationales de premier plan publient un texte L’armée face à la population. Elles dénoncent pêle-mêle le bagne de Fort Aiton, la justification de la torture par le général Massu, les bris de grèves par l'armée, l’extension des camps militaires, les interventions impérialistes de l’armée, le commerce des armes. Elles affirment avoir le devoir « de soutenir et d’aider ceux qui luttent contre [l’armée] soit à l’intérieur, soit en choisissant « de se soustraire aux obligations militaires » (...) » Le texte se termine par une liste de réfractaires à l’armée emprisonnés, inculpés ou en voie de l’être dont François Janin et Jean-Michel Fayard.
Janin et Fayard sont arrêtés le 4 avril 1972 à Accueil et rencontres, et emprisonnés le jour même à la prison militaire lyonnaise de Montluc.

Le 6 avril 1972, à Lyon, douze militants du Groupe d'action et de résistance à la militarisation brûlent publiquement leurs livrets militaires en soutien à Janin et Fayard. Ils déclarent : 

« Les convictions profondes qui engagent la conscience ne sauraient, aux yeux de l'autorité, s'exprimer sous forme politique. [...] Le législateur s'engage à sauvegarder les droits de la conscience, mais il n'y a de conscience pour lui que celle qui n'inquiète personne, celle qui reste enclose dans le champ individuel des convictions « religieuses ou philosophiques ». [...] Le statut actuel des objecteurs n'a pour effet que de rendre inoffensifs en les dépolitisant et en les marginalisant ceux qui pourraient troubler la conscience des gouvernants et éveiller celle des gouvernés. »

— Dominique Arrivé, Robert Debard, Christian Delorme, Bernard Duray, Étienne Duval, Régis Henouil, Jacques Lefèvre, Jean-Jacques Massard, André Massot, Jean-Michel Muller, Serge Pincède, Jacques Vergnol, Feuille supplément à la Lettre des objecteurs n° 12, mars 1972
D’autres livrets sont brûlés à Lyon et à Paris. Le 15 avril, à l'appel du Garm, des centaines de manifestants défilent de la place Bellecour à la prison Montluc.
Les 6 et 7 mai, deux cent cinquante objecteurs, dont le service civil est en cours ou à venir, se réunissent en assemblée générale à Lyon. Ils déposent des fleurs à Montluc pour Janin et Fayard. Du 19 au 24 juin, au cours de la semaine d’action de leur comité de grève à Paris, une dizaine d’objecteurs jeûnent six jours en solidarité avec eux.
En juillet 1972, des filins sont lancés du pont de La Guillotière sur le Rhône pour que quatre embarcations s'y arriment et déploient les banderoles du Garm pour soutenir les deux objecteurs. Trois embarcations chavirent, les passagers échappent à la noyade et terminent la manifestation sur une dragueuse.

## Prison
Le 6 juillet 1972, toujours à l'appel du Garm, un millier de personnes manifestent place Bellecour. Le lendemain, une autre manifestation se tient devant le Tribunal permanent des forces armées de Lyon où Janin et Fayard sont jugés. Jean Bonnard et Dominique Saint-Pierre sont leurs défenseurs. À l'annonce du verdict, quatre mois de prison, un groupe de manifestants monte volontairement dans les fourgons de police. Après leur passage au commissariat, la police disperse les manifestants par petits groupes dans la campagne[réf. nécessaire].

« À l'assaut des cars de flics, nous sommes tous Janin et Fayard, faut nous inculper sans tarder, nous voulons aller en prison, c'est nous les insoumis dégueulasses, on se précipite dans les fourgons. Les flics sont débordés, il y a trop de monde dans le premier car, ils en font redescendre (...) 15 types dans un fourgon avec 3 flics, le clairon, les mecs qui chantent, les femmes qui rigolent, d'autres qui démontent les grilles, les portes qui s'ouvrent aux feux rouges, c'est la panique. Des fourgons de police avec des mecs qui se fendent la pêche et des affiches sur les vitres, c'est rare dans la ville, ça impressionne le badaud. »

— « Ah ! Les belles manifs », Lettre des objecteurs, no 14,‎ été 1972, p. 3
Le 14 juillet 1972, à Paris, deux objecteurs s’intercalent dans le défilé militaire. Ils déploient une banderole « Mille jeunes en prison militaire ; Libérez Janin et Fayard ».
La 4 août 1972, Janin et Fayard sortent de prison. Des militaires les contraignent à les accompagner dans des casernes différentes pour y être incorporés. François Janin saute du véhicule et échappe à ses poursuivants et tient une conférence de presse. François Janin porte plainte pour attentat à la liberté, arrestation illégale et séquestration de personne. À la caserne d'Étain, Jean-Michel Fayard refuse de porter l'uniforme. Mis aux arrêts de rigueur, il fait une grève de la faim.
Le 10 août le Garm bloque l'entrée d'une caserne par une barrière de barbelés tandis qu'une lettre ouverte de François Janin aux autorités, publiée par Le Monde, est distribuée aux passants.
Le 4 septembre, Janin reprend son service à Accueil et rencontres. Il y est arrêté comme déserteur le 12 septembre. Menotté et enchaîné au plancher, il est conduit à la caserne de Sissonne (Aisne). Il refuse l'uniforme et est inculpé pour refus d'obéissance. En grève de la faim, il est transféré de la prison de Loos-lès-Lille à l'hôpital militaire de Lille.
Le 16 septembre, quatre objecteurs s'enchaînent dans le centre de Metz. Ils sont revêtus de chasubles où l'on peut lire : « Nous sommes en grève du service civil pour exiger la libération de Fayard et Janin, objecteurs en prison. »
Le 23 septembre, deux à trois cents jeunes manifestent dans les rues de Lyon, à l'appel du Garm, contre la militarisation croissante, les ventes d’armes, la répression envers les appelés et l'injustice faite à Janin et Fayard.
Le 29 septembre, à l'occasion de la réouverture du Tribunal permanent des forces armées (TPFA) de Lyon, sept militants du Garm perturbent l'audience en soutien aux deux objecteurs.
Après 16 jours de jeûne et sur proposition du médecin psychiatre, la commission compétente accepte, sans le rencontrer, de réformer François Janin pour psycho-rigidité alors que les examens auxquels il avait été soumis durant son incarcération révélaient « de bonnes aptitudes intellectuelles et psychologiques. » On lui notifie un non-lieu pour les inculpations de désertion et de refus d'obéissance.
Le 30 octobre, François Janin et cinq autres personnes s'enchaînent à la porte du Tribunal permanent des forces armées de Metz pour réclamer la liberté de Jean-Michel Fayard emprisonné dans cette ville. Pour le même motif, le lendemain, François et quatre camarades, montent avec leurs banderoles en haut de la Porte Serpenoise, à Metz.
Du 8 au 10 décembre, la basilique de Fourvière, à Lyon, abrite un jeûne de François Janin, Jean-Pierre Lanvin, Robert Chazal et Christian Delorme en solidarité avec Jean-Michel Fayard. Des militants d'Action française pénètrent dans la basilique et tentent d'en expulser brutalement les grévistes qui peuvent rester grâce à l'entremise de prêtres.
Ce n’est que le 19 avril 1973 que Jean-Michel Fayard quitte, libre et définitivement réformé, la prison de Metz.
En juillet 1973, les maires des communes de Fayard et Janin sont avisés de la radiation de ceux-ci des listes électorales. François de Lescaille, maire de Chénelette, renvoie l’avis de radiation de J.M. Fayard accompagné d’une fin de non-recevoir.